# 永平站
永平站是一个峰福线上的铁路车站，位于江西省上饶市铅山县永平镇，1986年建成时为横永支线的终点站，铺设到发线4条、调车线4条、货物线3条、机务段管线及其他线17条。:601997年接入横南线，目前为四等站，邮政编码为334505。目前客运：办理旅客乘降；行李、包裹托运；货运：整车普通货物无限制。